# Île La Roncière
L'île La Roncière (en russe : Остров Ла-Ронсьер) est une île de la terre François-Joseph.

## Géographie

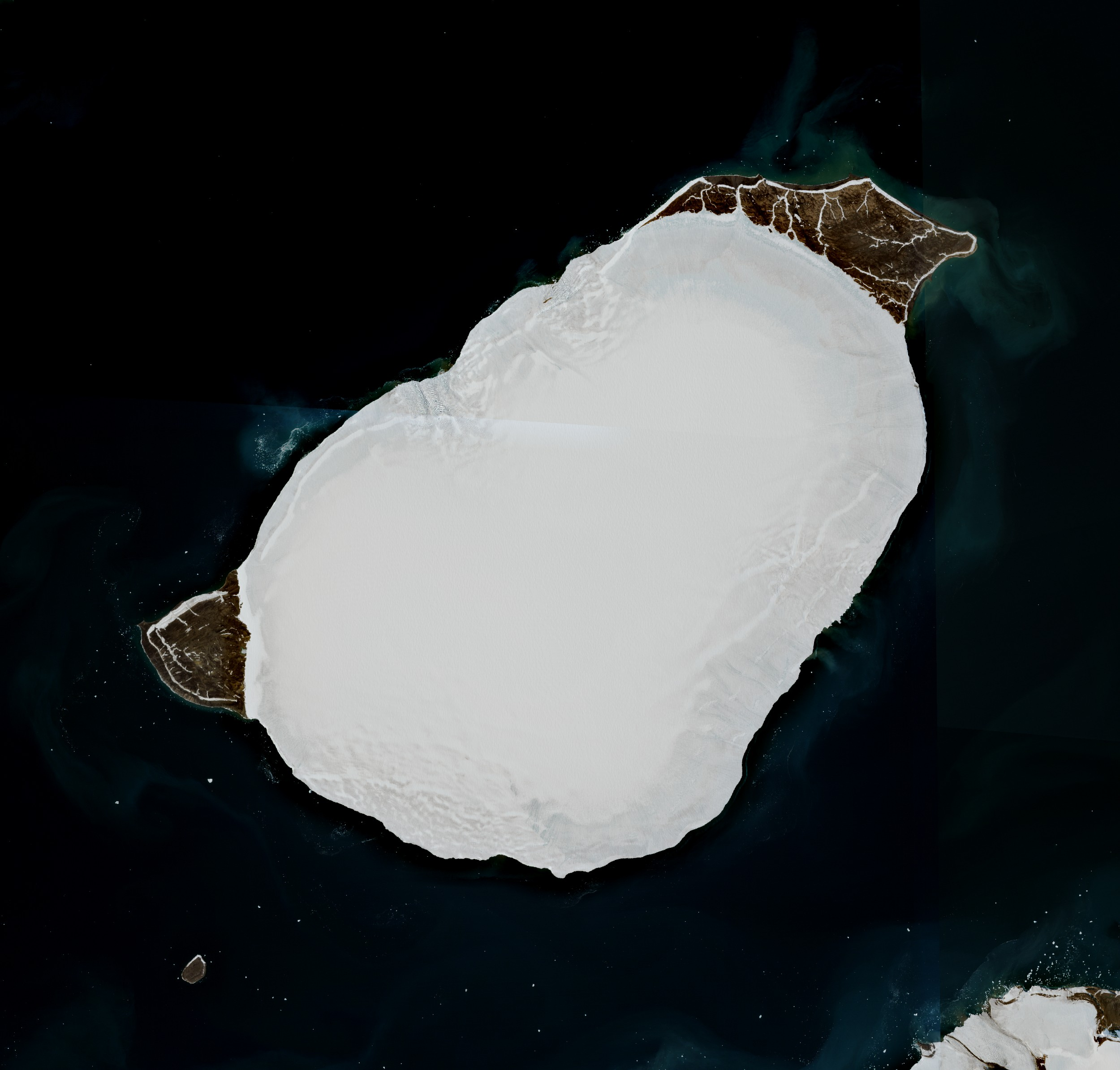
Vue satellitaire

D'une superficie de 441 km2, son point culminant domine à 431 m d'altitude. De forme ovale, elle est en grande partie couverte par une calotte glaciaire à l'exception de sa pointe nord et de la région sud-ouest. Elle est séparée de la Terre de Wilczek, au sud, par un détroit de 8 km, le détroit de Vanderbilt.

## Histoire
Elle a été nommée en 1874 par Julius von Payer et Karl Weyprecht en l'honneur du capitaine La Roncière Le Noury. L'expédition Ziegler la nomme île Whitney en 1903, ce qui explique qu'elle figure sous ce nom sur certaines cartes.